# Olga Lasarewna Fischman
Olga Lasarewna Fischman (russisch О́льга Ла́заревна Фи́шман, geboren 9. Juni 1919; gestorben 1986) war eine sowjetische Übersetzerin, Literaturwissenschaftlerin, Sinologin und Pädagogin. Außerdem war sie Doktor der Philologie.

## Leben und Wirken
Olga Lasarewna Fischman wurde am 9. Juni 1919 in Odessa in einer Beamtenfamilie geboren. Im Jahr 1924 zog ihre Familie nach Leningrad, wo sie 1937 ihr Studium an der Universität Leningrad begann. Sie trat in die Abteilung für chinesische Philologie ein, die unter der Leitung des Akademiemitglieds W. M. Alexejew stand.
Ihr Studium schloss sie 1941 vorzeitig und mit Auszeichnung ab. Im Jahr 1946 erlangte sie den Grad einer Kandidatin der philologischen Wissenschaften mit ihrer Dissertation zum Thema „Li Bo in der europäischen Wissenschaft“. Anschließend arbeitete sie von 1946 bis 1949 als Dozentin an der Universität Leningrad. Ab 1958 war sie als wissenschaftliche Mitarbeiterin an der Leningrader Abteilung des Instituts für Orientalistik tätig und wurde am 16. November 1962 zur leitenden wissenschaftlichen Mitarbeiterin ernannt. Seit 1960 leitete sie die Sektion für Literaturwissenschaft.
Am 17. Juni 1965 verteidigte sie ihre Dissertation zum Thema „Der chinesische satirische Roman der Aufklärungsepoche“ und erlangte damit den Doktortitel der philologischen Wissenschaften. Diese umfassende Arbeit umfasste zwei Teile mit insgesamt 555 Seiten und wurde 1964 in Leningrad veröffentlicht. Im Jahr 1976 wurde ihre kommentierte Übersetzung von Ji Yuns Werk „Notizen aus der Hütte ‚Das Große im Kleinen‘“ von der französischen Akademie der Inschriften und schönen Literatur mit dem Prix Stanislas Julien ausgezeichnet.

## Familie
Ihr Ehemann war der Übersetzer Achill Grigorjewitsch Lewinton  (1913–1971). Ihr Sohn ist der Philologe Georgi Achillowitsch Lewinton (geb. 1948).

## Bibliografie
- Übersetzung, Nachwort und Anmerkungen in: Tanské novellen. Moskau: Akademieverlag der UdSSR, 1955. — 228 S. (Literarische Denkmäler).

- Li Bo. Leben und Werk. Moskau: Verlag für orientalische Literatur, 1958. — 50 S.

- Der chinesische satirische Roman (Epoche der Aufklärung). Moskau: Nauka, 1966. — 196 S.

- Yuan Mei. Neue [Aufzeichnungen] Qi Xie (Xin Qi Xie) oder Worüber Konfuzius nicht sprach (Zi Bu Yu). Übersetzung aus dem Chinesischen, Vorwort, Kommentare und Anhang von O. L. Fischman. Moskau: Nauka, Hauptredaktion für Orientalistik, 1977. — 504 S. (Denkmäler der Schriftkultur des Ostens, Band LV).

- Ji Yun. Notizen aus der Hütte „Das Große im Kleinen“ (Yuewei caotang biji). Übersetzung aus dem Chinesischen, Vorwort, Kommentar und Anhänge von O. L. Fischman. Moskau: Nauka, Hauptredaktion für Orientalistik, 1974. (Denkmäler der Schriftkultur des Ostens, Band XLIV).

- Über die Arten und Funktionen von Zitaten in zwei Sammlungen von Biji // Theoretische Probleme des Studiums der Literaturen Ostasiens. Thesen und Vorträge der achten wissenschaftlichen Konferenz. Leningrad, 1978. Moskau: Nauka, 1978. S. 277–288.

- Drei chinesische Novellisten des 17.–18. Jahrhunderts: Pu Songling, Ji Yun und Yuan Mei. Moskau, 1980.

- Aus der Geschichte der traditionellen chinesischen Ideologie. Autorenkollektiv: O. L. Fischman, A. S. Martynov, J. L. Krol, B. B. Wachtin, E. S. Stulowa; Hauptredaktion: O. L. Fischman. Moskau: Nauka (Hauptredaktion für Orientalistik), 1984. — 296 S. (Kultur der Völker des Ostens). Auflage: 4300 Exemplare.

- Zum Problem der Wahrnehmung der „Buch von Marco Polo“ und der „Reisen“ von Mandeville durch Zeitgenossen // Schriftliche Denkmäler und Probleme der Kulturgeschichte der Völker des Ostens. Teil 1. Moskau, 1986.

- China in Europa: Mythos und Realität (13.–18. Jahrhundert). St. Petersburg, 2003. — 544 S.